# Dendropsophus koechlini
Espèce
Synonymes
- Hyla koechlini Duellman & Trueb, 1989

Statut de conservation UICN

 LC  : Préoccupation mineure
Dendropsophus koechlini est une espèce d'amphibiens de la famille des Hylidae.

## Répartition
Cette espèce se rencontre :
- au Pérou dans la région de Madre de Dios ;
- en Bolivie dans les départements de Beni, de La Paz et de Santa Cruz ;
- au Brésil dans l'État d'Amazonas ;
- en Colombie dans le département d'Amazonas vers Leticia.

## Étymologie
Cette espèce est nommée en l'honneur de José E. Koechlin von Stein, qui a aidé les auteurs dans leur expédition.

## Publication originale
- Duellman & Trueb, 1989 : Two New Treefrogs of the Hyla parviceps Group from the Amazon Basin in Southern Peru. Herpetologica, vol. 45, no 1, p. 1-10.